# O Homem em Busca de Deus
O Homem em Busca de Deus ( abreviatura; Busca de Deus, sh-T) é um livro publicado em 1990 e editado em 2006 pela Sociedade Torre de Vigia de Bíblias e Tratados.

## Atribuição do nome do livro a um editorial
O título do livro foi usado por um editorial no Excelsior, jornal da Cidade do México, de 25 de setembro de 2002. Foi redigido por Carlo Coccioli, famoso erudito e escritor do México, disse:
“Acabei de ler — ou melhor, de reler, ou melhor ainda, de ler pela terceira vez — um pequeno livro vermelho, extraordinário. Não, não o famoso ‘pequeno livro vermelho’ de Mao Tsé- tung que se tornou obsoleto com o passar do tempo. Esse O Homem em Busca de Deus, além de ser um livro bem mais extraordinário, tem tudo para durar para sempre. O livro, em termos simples, é um presente das Testemunhas de Jeová para o mundo. É muito pequeno em tamanho, mas imenso em conteúdo. É um livro de bolso, mas se estivesse numa biblioteca de 90.000 livros, é provável que se destacaria como o mais importante entre todos.”
O livro que a princípio era de cor vermelho e de uma capa dura agora possui uma capa leve, é de 384 páginas e usa mais de 40 Obras consultadas como referências incluindo várias traduções da Bíblia.

## Conteúdos do Livro
O livro "Busca de Deus" é dividido em capítulose parágrafos. Contém 16 capítulos seguintes:
- 1. Por Que Interessar-se em Outras Religiões?
- 2. Religião - Como Começou?
- 3. Traços Comuns na Mitologia
- 4. Em Busca do Desconhecido Através da Mitologia e do Espiritismo
- 5. Hinduísmo - Uma Busca de Libertação
- 6. Budismo - Uma Busca de Iluminação Sem Deus
- 7. Taoísmo e Confucionismo -Uma Busca do Caminho do Céu
- 8. Xintoísmo - O Japão em Busca de Deus
- 9. Judaísmo - A Busca de Deus Através das Escrituras e da Tradição
- 10. Cristianismo - Era Jesus o Caminho a Deus?
- 11. Apostasia - Bloqueio o Caminho a Deus
- 12. Islamismo - O Caminho  a Deus Através da Submissão
- 13. A Reforma - A Busca Toma um Novo Rumo
- 14. Descrença Moderna - Deve a Busca Continuar?
- 15. Retorno ao Deus Verdadeiro
- 16. O Deus Verdadeiro e o Nosso Futuro

Índice de Assuntos.
Créditos Pelas Ilustrações.

## Resumo do Livro
O Homem em Busca de Deus retrata sobre a necessidade espiritual que os humanos têm, o que os faz buscar alguém ou algo superior, que lhes é desconhecido . Tal ânsia e necessidade os faz se interessarem e se envolverem  em religião, seitas, cultos e rituais. E se errado ou não, até se envolverem em mitologia, espiritismo e magia. Essa busca lhes tem levado a aderir a várias religiões como o hinduísmo, budismo, taoísmo e confucionismo, xintoísmo, judaísmo, cristianismo e islamismo. A influência do ateísmo também está envolvida nessa busca que tambem se iniciou em consequência da reforma religiosa. E por fim mostra qual a maneira certa de buscar ao Deus verdadeiro e as bênçãos futuras no novo mundo, o paraíso, para todos que buscarem e encontrarem o Deus veradeiro. 

## Ligações Externas
- O Homem em Busca de Deus
- Site oficial das Testemunhas de Jeová